# Lotto Arena
El Lotto Arena es una un recinto multiusos en Amberes, una localidad del país europeo de Bélgica. Tiene una capacidad para 8050 personas para conciertos que para eventos deportivos esta limitada a 5218 espectadores. El espacio abrió sus puertas el 10 de marzo de 2007, después de nueve meses de construcción y al lado del Sportpaleis. Se encuentra en el distrito de Merksem. El club de baloncesto Gigantes de Amberes utiliza la arena como su sede habitual.